# 首爾科學技術大學

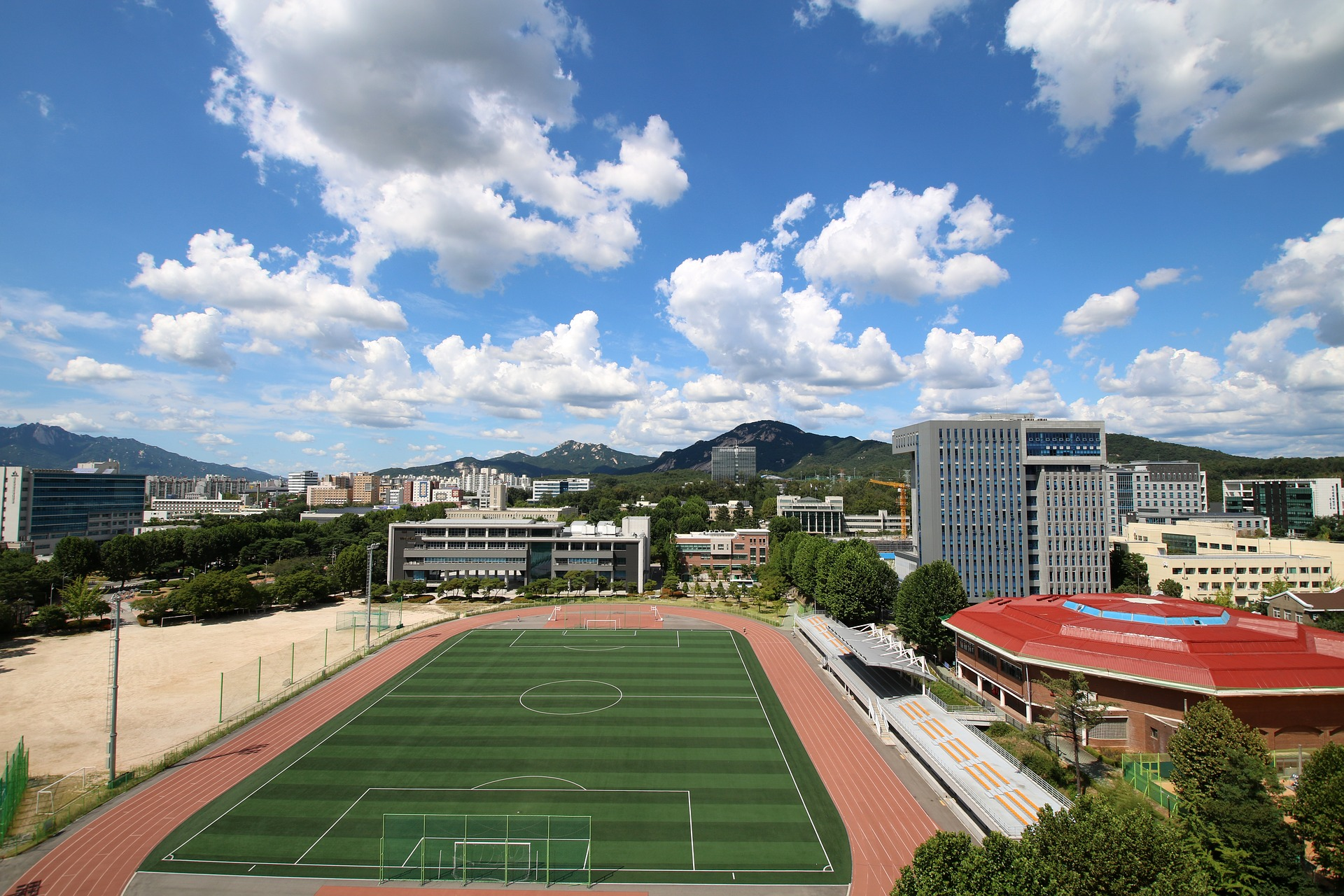
校園

首爾科學技術大學（韩语：／），簡稱首爾科技大、科技大、SeoulTech，爲韓國首爾所在二所國立綜合大學之一。1910年由純宗皇帝的敕令成立，2010年改名爲首爾科學技術大學。學校校訓是“Our Dream, Your Future.”。現學年在籍學生數目約11,000人（2020年）。
首爾科學技術大學以國家高級工程師纍積養成排名第5位爲代表的工學系的優秀成果而聞名，但人文社會系和經營系也不亞於工學系，取得了立項成果，尤其是藝術、設計方面最著名，是韓國最佳設計名校之一，在全國屈指可數的高考生偏好度和優秀的競爭力。
2015年，首爾科學技術大學在QS亚洲大学排名里位列亚洲排第191-200。 2021年，首爾科學技術大學在QS亚洲大学排名石油工程學領域全韓國排名第1，全亞洲第23名，全世界排名第51-100。